# Tycomarptes tortirena
Tycomarptes tortirena là một loài bướm đêm trong họ Noctuidae.